# Alte Kirche Santa Lucia (Massagno)

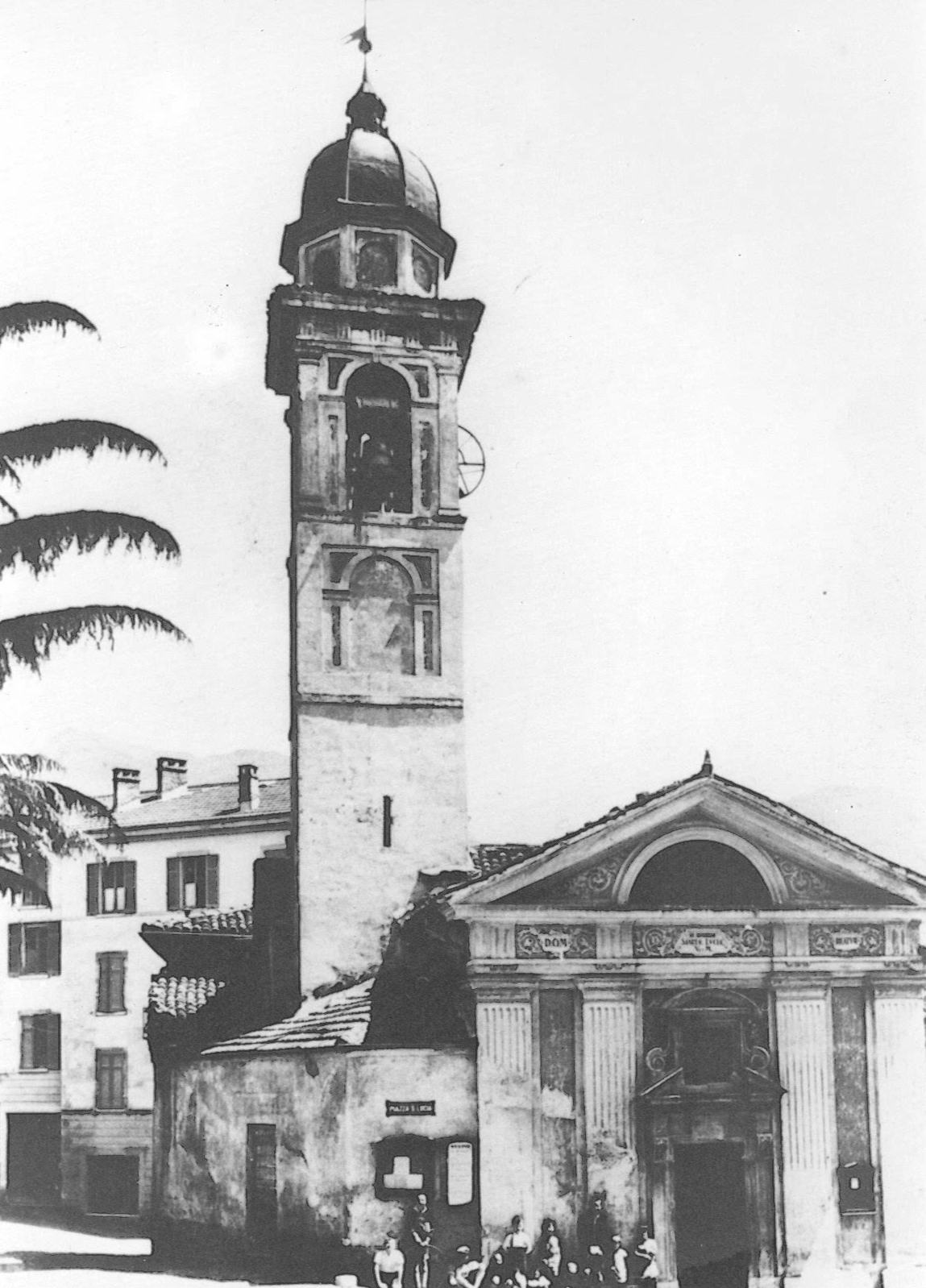
Alte Kirche «Santa Lucia» von Massagno, abgerissen 1931

Die Alte Kirche Santa Lucia in Massagno wurde im 16. Jahrhundert erbaut und im Jahre 1931 wegen des Ausbaus der Via del San Gottardo abgerissen.

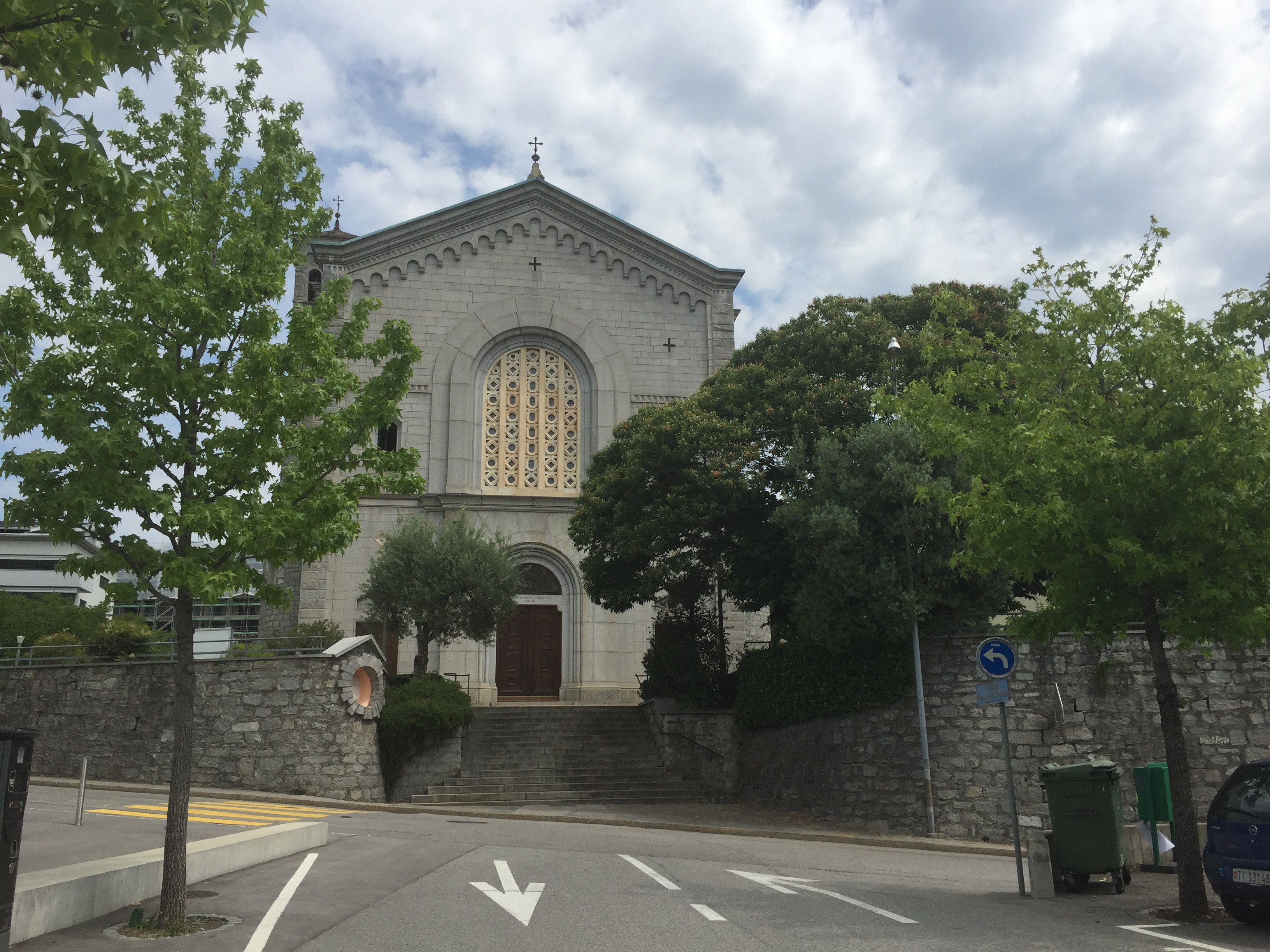
Neue Kirche Santa Lucia, erbaut 1931

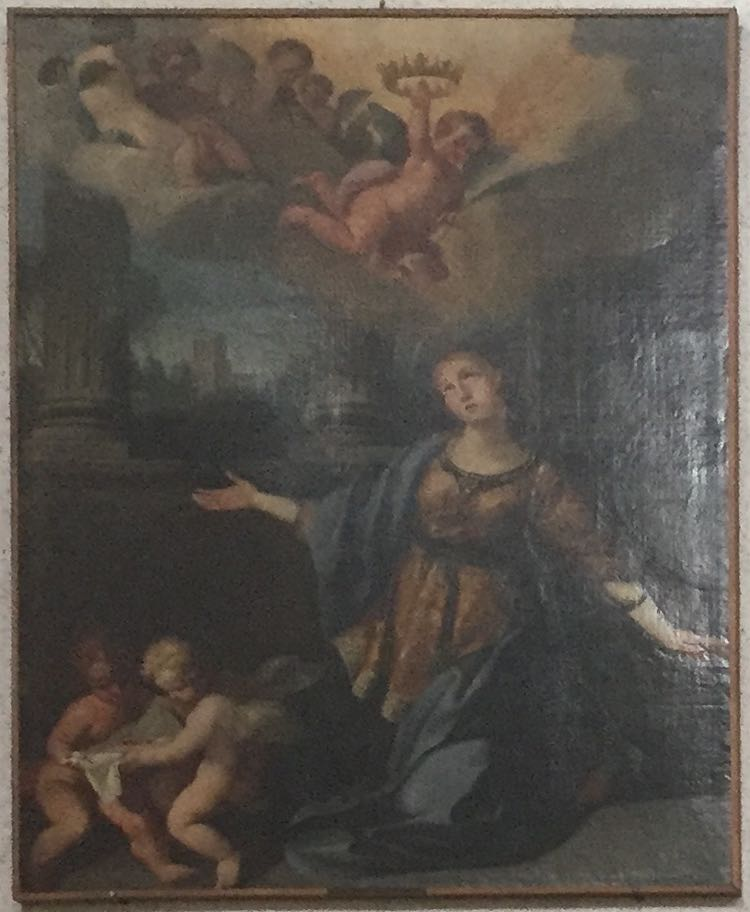
Das Gemälde Santa Lucia aus dem 17. Jahrhundert

## Geschichte
«Das Baujahr ist nicht eindeutig angegeben. … Ein Element zur Bestimmung des Bauzeitpunkts kann dem Bild der Anbetung der Könige entnommen werden. Diese Szene wurde von Bernardino Luini (oder unter seiner Leitung von seinen Schülern) um die Mitte des 16. Jahrhunderts als Fresco über dem Altar geschaffen.»

## Malereien

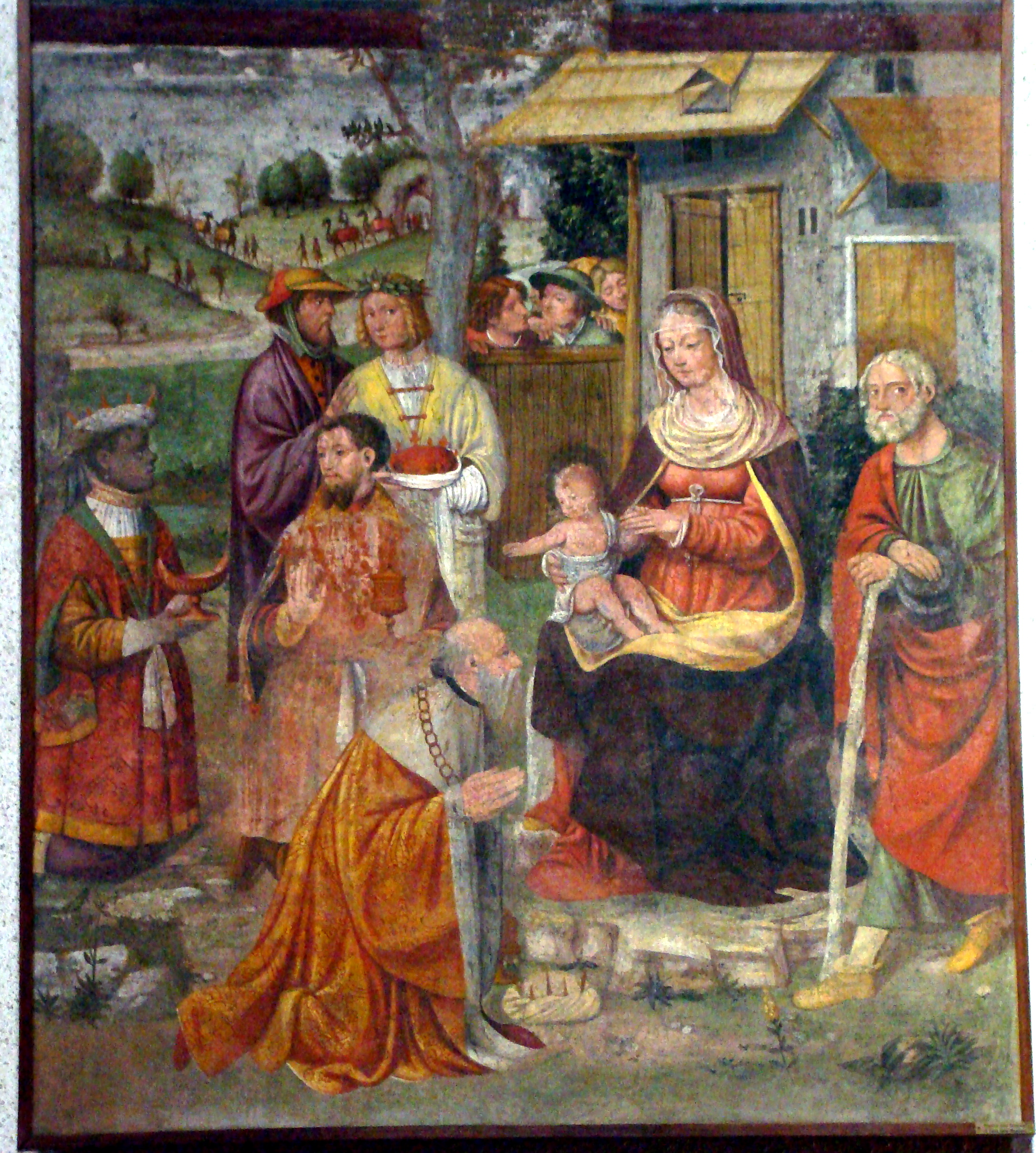
Das Gemälde Anbetung der Könige

Die Fresken und Malereien der alten Kirche, zum Teil aus dem 16. Jahrhundert, befinden sich jetzt in der neuen Pfarrkirche Santa Lucia in Massagno, einige hundert Meter vom Platz der alten Kirche entfernt.
Das Fresko Adorazione dei Magi (Anbetung der Könige) aus dem 16. Jahrhundert aus der Schule des Bernardino Luini, das sich in der alten Kirche befand, wurde auf Leinwand übertragen und ist in der neuen Kirche zu sehen; ferner sieht man dort die Gemälde Annunciazione (Verkündigung, 1636) und Santa Lucia (17. Jahrhundert).